# 신안 소흑산도 등대
신안 소흑산도 등대는 대한민국 전라남도 신안군 흑산면 가거도에 있는 일제강점기의 등대이다. 2008년 7월 14일 대한민국의 국가등록문화재 제380호로 지정되었다.

## 개요
이 등대는 서남 해안을 오가던 선박들의 길잡이 노릇을 한 시설물로, 1907년에 무인 등대로 축조했다가 1935년 유인 등대로 증축하였다. 현관 포치(porch)가 돌출되어 있고, 등명기를 보호하는 등롱(燈籠)은 빛을 모든 방향으로 전달하기 위해 원통형으로 만들었으며, 내부에는 기계실의 펌프와 기름 탱크, 도르래의 원리를 이용하여 소리를 규칙적으로 내는 무적(霧笛)이 원형 그대로 남아 있다.

## 등록 사유
1908년에 축조되었고 목포와 서남해 다도해를 배경으로 살아가는 뱃사람, 섬사람들에게 육지의 관문인 목포구(木浦口)의 이정표적인 성격을 지니고 있다.
또한, 대한제국기의 대표적인 등대이자 후에 지어진 우리나라 등대의 기본적인 전형이 되는 등대로서 전체적인 비례가 조화되어 아름다운 외형을 가지며, 당시의 원형으로 거푸집을 짜서 시공하는 콘크리트 축조기술 수준을 잘 나타내 주는 등 근대 건축기술이 집약되어 있다.

## 같이 보기
- 가거도
- 등대

## 참고 자료
- 신안 소흑산도 등대 - 국가유산청 국가유산포털